# Sesleria nitida
Sesleria nitida är en gräsart som beskrevs av Michele Tenore. Sesleria nitida ingår i släktet älväxingar, och familjen gräs. Inga underarter finns listade i Catalogue of Life.